# Траурнихт, Афанасий Фёдорович
Афанасий Фёдорович Траурнихт (нем. Traurnicht, в русских источниках писался также Трауэрнихт, Троурнихт, Траунихт) — генерал русской службы, участник русско-польской и русско-турецкой войн. Принимал участие в обороне Чигирина.

## Биография
Немец по происхождению. Точное время начала службы неизвестно, но есть основания полагать, что под командованием И. Д. Милославского он участвовал в русской военной делегации в Нидерланды.
В 1656 году был уже полковником рейтар в Вильно. В середине 1660-х служил во Пскове.
В 1670-е годы участвовал в Чигиринских походах под началом Г. Г. Ромодановского, с 1675 года — генерал-майор и командир рейтарского полка в Севске. В 1676 году упоминается в чине стольника. В апреле 1677 года направлен в Чигирин, успешно руководил обороной города от турецко-татарской армии. Был произведён в генерал-поручики (не позднее 1681 г.).
В 1679—1682 годах воевода в Кевроле, затем в 1682—1684 гг. в Великом Устюге, где конфликтовал с архиепископом Геласием. Далее участвовал в Крымских походах.
В 1694 году в чине генерала участвовал в Кожуховских манёврах Петра I.

## Семья
Сын — Дорофей Афанасьевич Траурнихт, якутский и камчатский воевода.
Внучка, Марья Дорофеевна, замужем за Иваном Дмитриевичем Бухгольцем.